# Kirchherten
Kirchherten is een plaats in de Duitse gemeente Bedburg, deelstaat Noordrijn-Westfalen, en telt 1.966 inwoners (30 juni 2021).
Het vormt samen met het, per 30 juni 2021, 412 inwoners tellende dorpje Grottenherten het stadsdeel (de Ortschaft) Kirch-/Grottenherten binnen de gemeente Bedburg.
Kirchherten is het meest westelijke stadsdeel van Bedburg. Het ligt, met Grottenherten, als enige ten westen van de Autobahn A61. Het is vanuit Bedburg per stadsbus bereikbaar.

## Bijzondere gebouwen
Bijzonder in Kirchherten is, dat het als enige plaats in de gemeente Bedburg een protestants kerkgebouw heeft behouden. Deze Hauskirche uit 1684 is kerkgebouw en pastorie onder één dak. Het gebouw was van een kerkgemeente, die tot in de eerste helft van de 19e eeuw calvinistisch was en daarna evangelisch-luthers werd.
De rooms-katholieke Martinuskerk dateert van 1861, maar de toren is 15e-eeuws.
De Margaretha-kapel uit 1470 is het oudste gebouw te Grottenherten. Het interieur is echter 19e-eeuws.
Eén kilometer ten oosten van Grottenherten ligt de windmolen Grottenhertener Windmühle. Dit is een bovenkruier, die nog maalvaardig is en in beperkte mate, op aanvraag, bezichtigd kan worden; daarbij wordt ook een demonstratie gegeven.

## Afbeeldingen

### Kirchherten

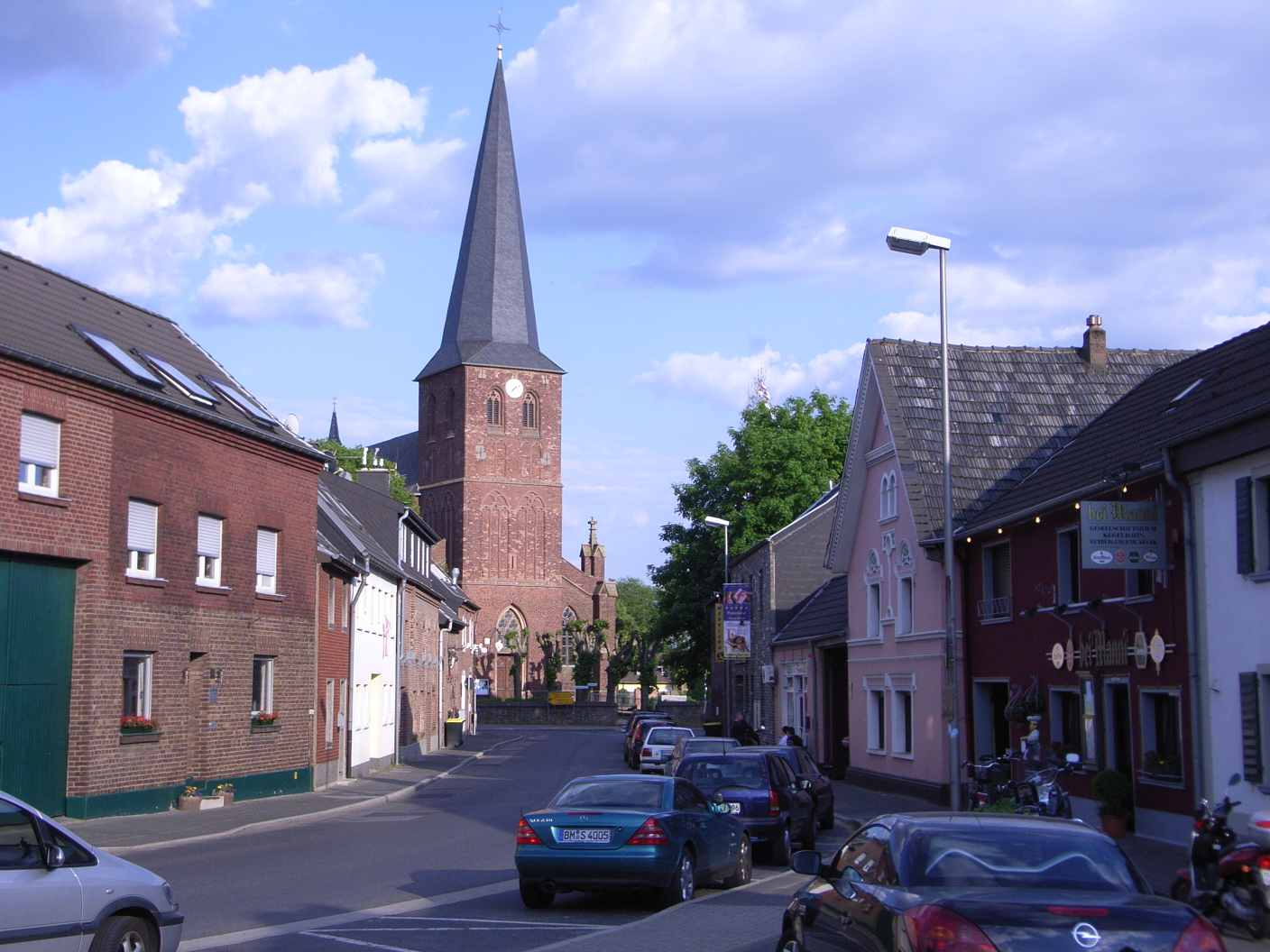
Kirchherten, toren van de Martinuskerk
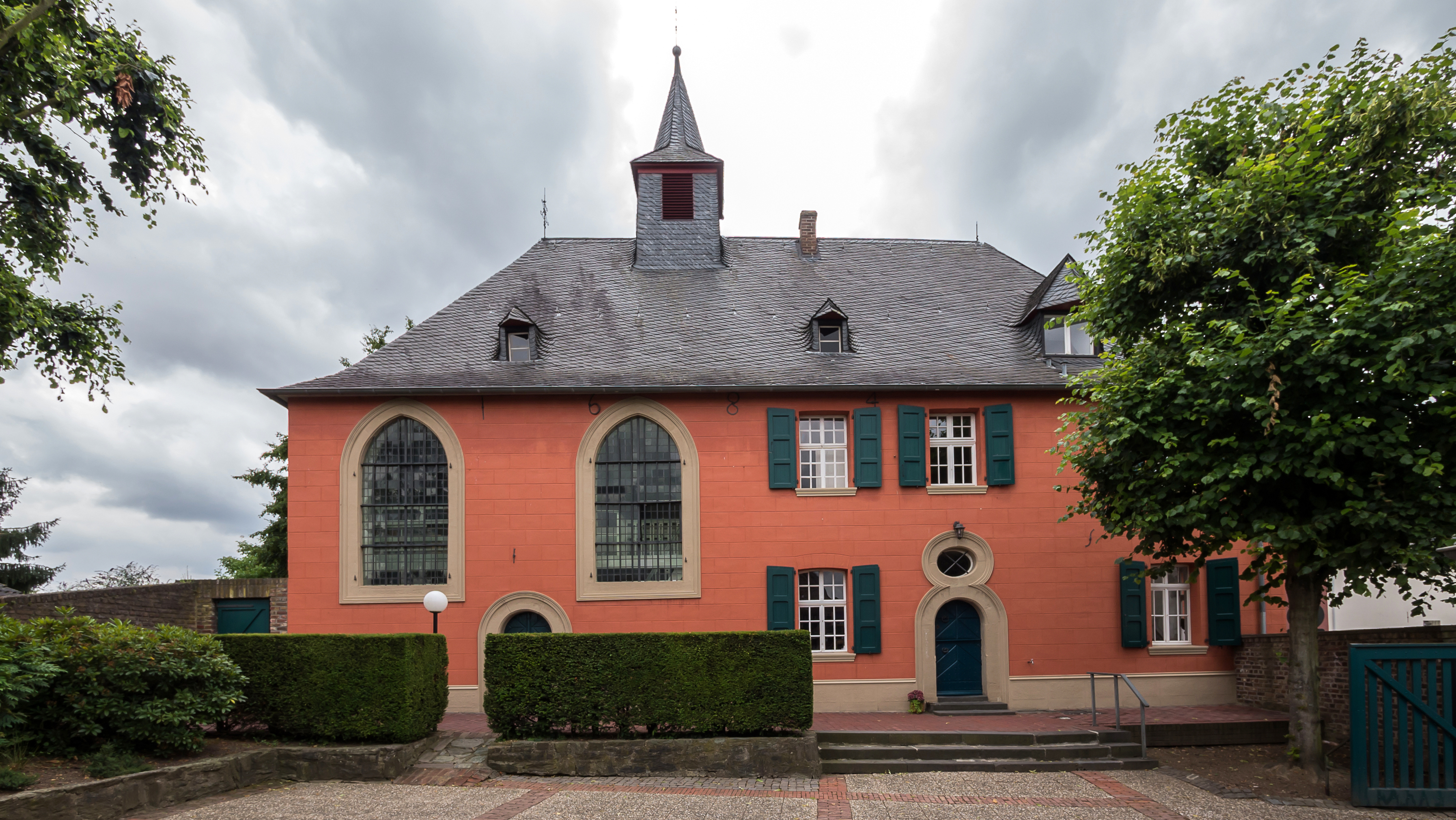
Evang.-lutherse Hauskirche
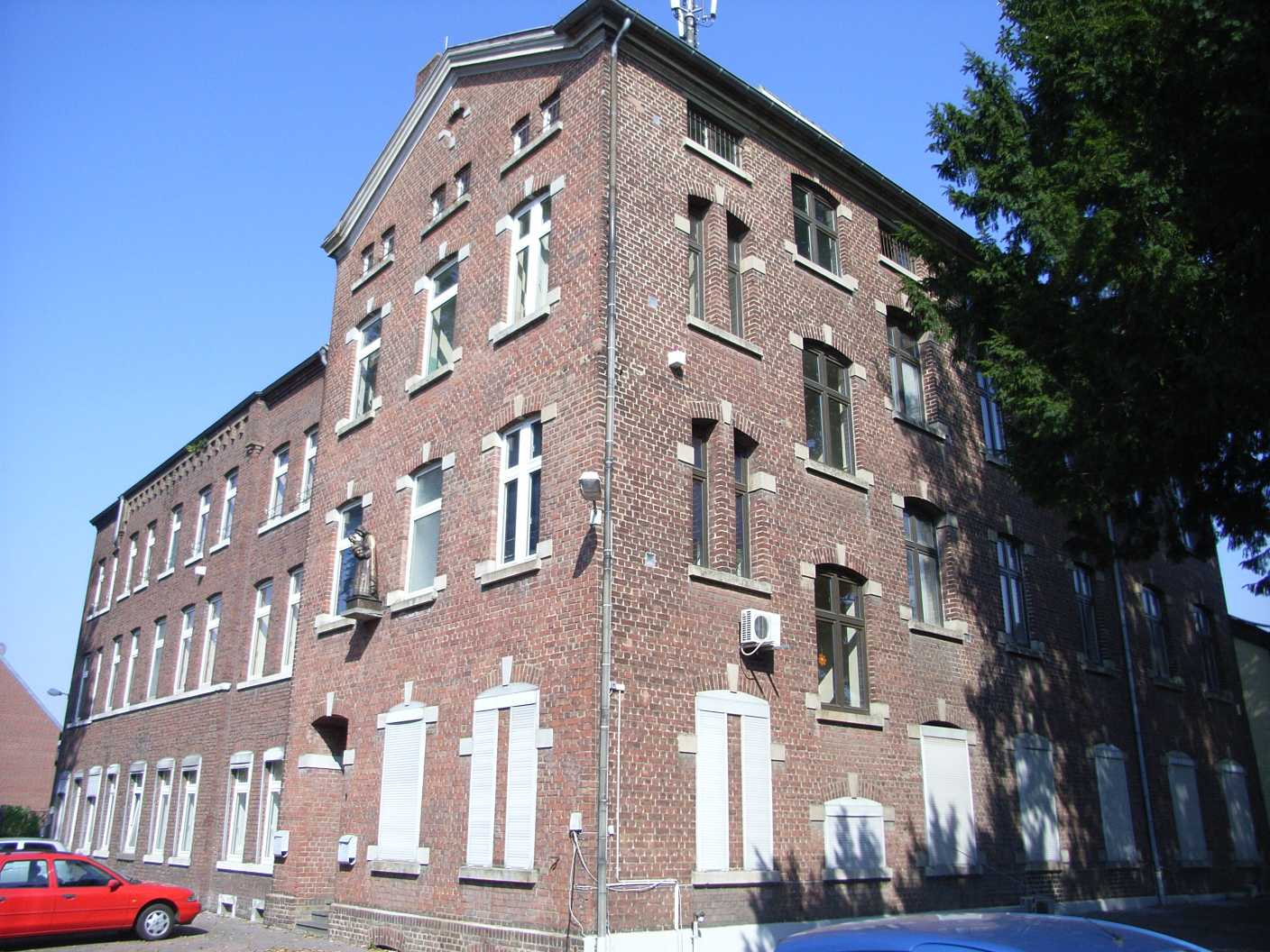
Voormalig klooster van Kirchherten

### Grottenherten

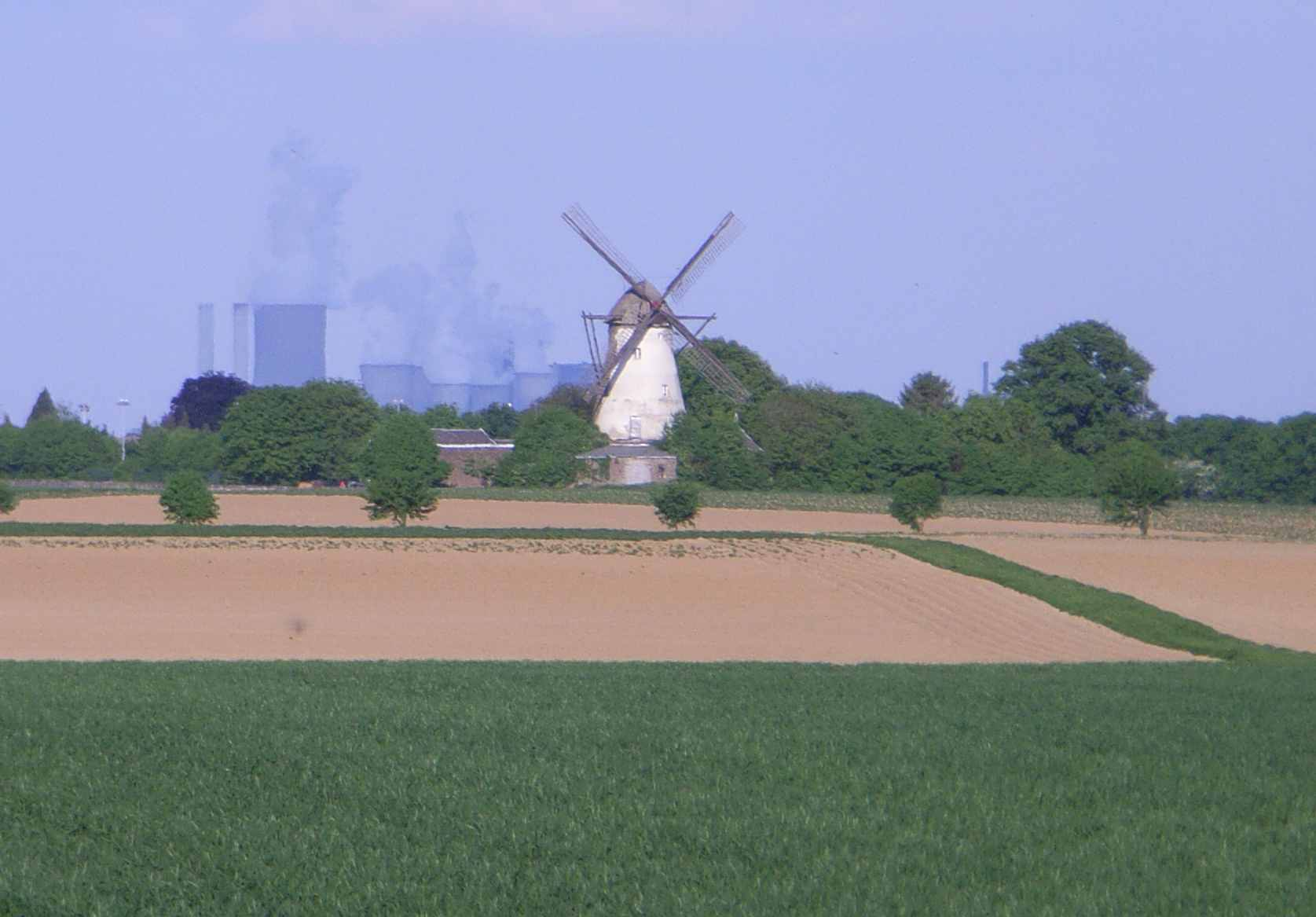
Windmolen
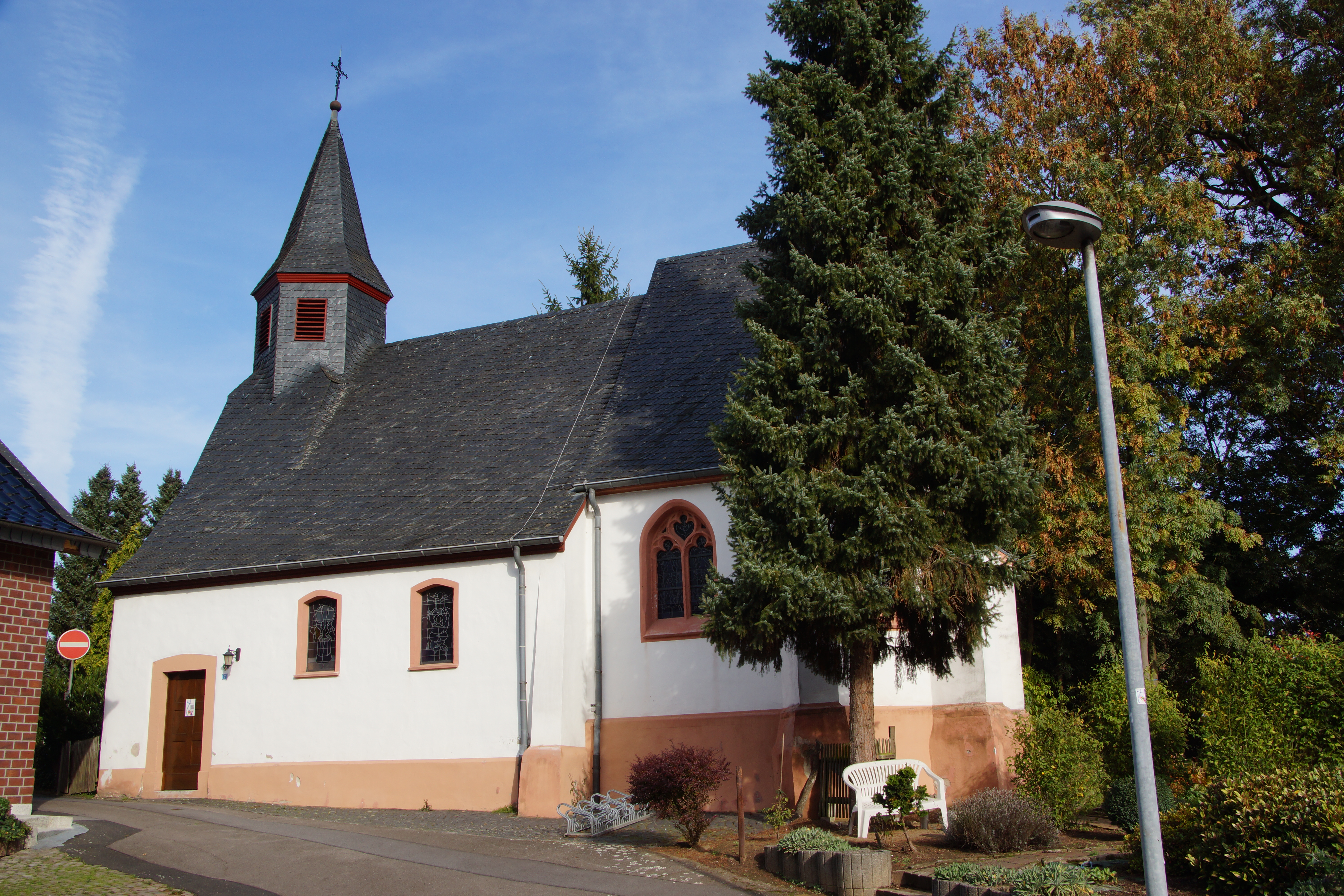
Margaretha-kapel
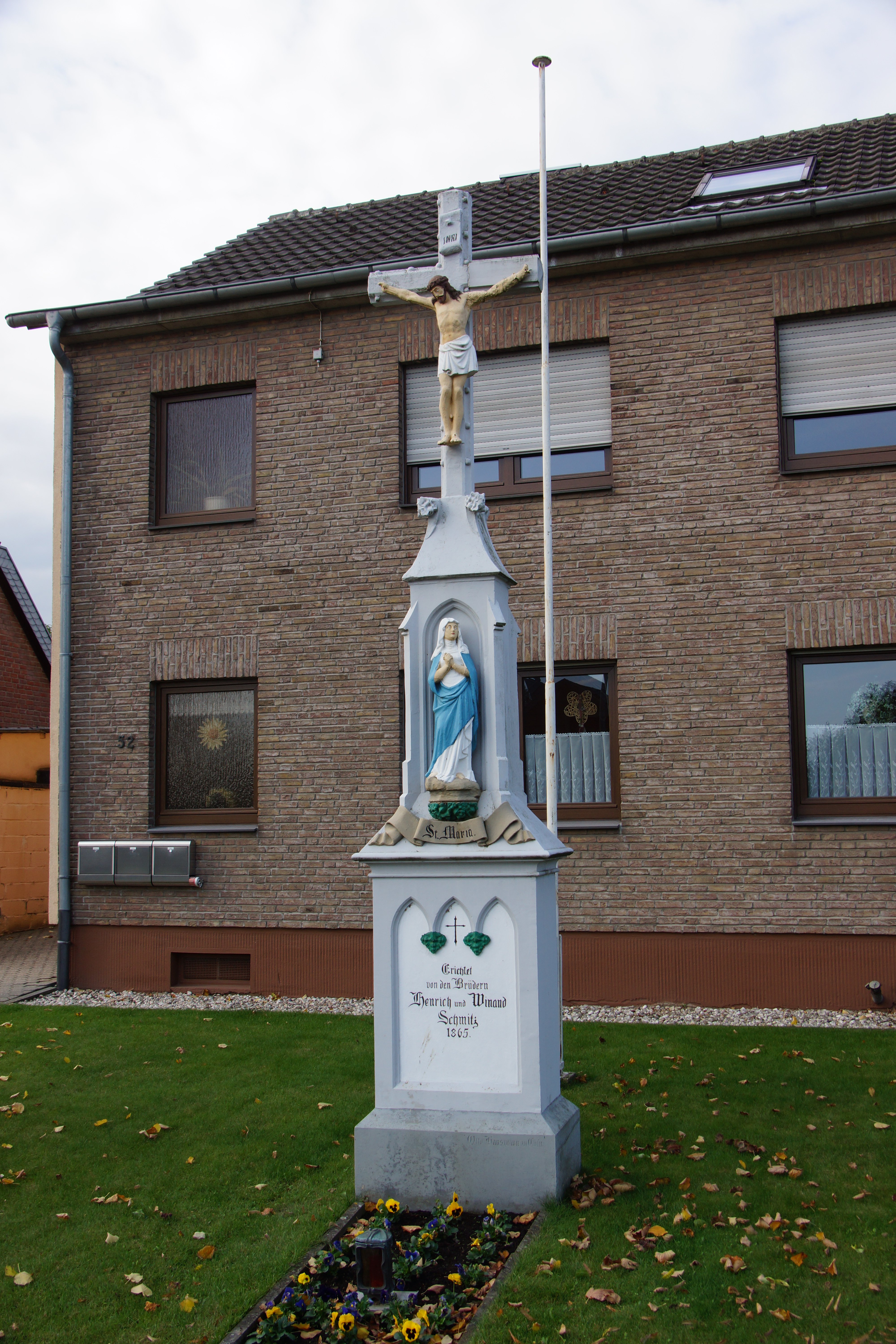
Kruisbeeld